# Saepe Venerabiles
Saepe Venerabiles è una enciclica di papa Pio IX, pubblicata il 5 agosto 1871, con la quale il Pontefice, nel giorno della festa della fondazione della Basilica di Santa Maria Maggiore, invia a tutti i vescovi del mondo il più vivo ringraziamento per le tante dimostrazioni di affetto tributategli in occasione del suo 25° anno di pontificato.
Nella storia della Chiesa, è questo il primo documento pontificio che porta la data del ventiseiesimo anno di Pontificato.